# Kaseko
Kaseko is Surinaamse dansmuziek, voortgekomen uit de traditionele Surinaams-creoolse kawina-muziek, zoals die sinds begin 1900 door creoolse straatmuzikanten in Paramaribo wordt gespeeld. Kaseko is een verbastering van het Franse casser les corps (breek het lichaam; schud met het lichaam).

## Geschiedenis
Er werden twee elementen van de kawina overgenomen: de vraag-en-antwoordzang en het gebruik van percussie-instrumenten. Het belangrijkste percussie-instrument is de skratjie, bestaande uit een grote trom/pauk met daarop een bekken. Deze geeft het basisritme aan. De naam betekent letterlijk schraag en duidt erop dat deze trom meestal op een houten rekje wordt geplaatst. In de jaren twintig en veertig ging men onder invloed van de New Orleans Jazz bij Surinaamse volksmelodieën simultaan improviseren op koperen blaasinstrumenten. Het typerend roffelpatroon op de snaartrom werd gecontrasteerd door losse, variërende slagen op de basdrum. Deze bigi-poku werd op volkse dansfeesten ook gespeeld door leden van de Militaire Kapel buiten diensttijd. Na de Tweede Wereldoorlog werd deze muziekvorm sterk beïnvloed door de Latijns-Amerikaanse muziek en calypso, wat resulteerde in een nieuwe Surinaamse muzieksoort die kaseko werd genoemd en snel populair werd. De percussie-instrumenten werden door de invloed van rock- en popmuziek aangevuld met westerse popmuziekinstrumenten, zoals een elektrische gitaar, een basgitaar en een drumstel. Ook nam het gebruik van het elektrisch orgel toe.

## Lijst van kaseko-bands
| Groep/artiest    | Beschrijving |
| ---------------- | --- |
| The Happy Boys   | voormalige begeleidingsband van Lieve Hugo met de latere leden van Trafassi. Hun muziek had een sterk latin-karakter. |
| Caribbean Combo  | Rotterdamse band rond zanger/percussionist Ewald Krolis (1947-2006). Gaf in 1985 als eerste kasekoband een live-concert op radio 3. |
| The Cosmo Stars  | ook wel Cosje genoemd, werd eind jaren 70 opgericht en bracht in de oorspronkelijke bezetting nummers uit als Na Tja Mi Lobi Go, Seeri Boto (merengue), Sexy Meid en Mi Sab Na Dei (sranan ballad). Midden jaren 80 werkte de groep samen met Iwan Esseboom (The Funmasters) en Frans Abori (Master Blaster). |
| The Exmo Stars   | afsplitsing van Cosmo Stars rond zanger-gitaristen Onkel Seedo en Ernie Boogie Seedo. Errol Burger, die eveneens de Cosmo Stars had verlaten, bood regelmatig versterking. Op de maxi-single In The Bush Bush uit 1982 waren voor het eerst kawina-invloeden te horen. In 1983 verschenen twee Engelstalige reggaesingles met een sranan ballad als B-kant; t.w. I Wish I Was A Poet en een cover van Stealers Wheels Late Again. |
| The Funmasters   | Amsterdamse band o.l.v. Rio (1943-1995). Zangers Iwan en Gerold werden midden jaren 80 regelmatig bijgestaan door Errol Burger, de latere frontman van Tweede Kamer. Bekende nummers zijn Kamra Doro, Kijk Kijk Zo'n Mooie Meid en Wittie Visie. |
| Ghabiang Boys    | Opgericht in Suriname in 1987 en naar Almere verhuisd in 1992. Bandleider is Marlon Vrede, leadzanger was Marciano Leyman die eind 2017 overleed tijdens een Surinaamse tournee. Bekende nummers zijn onder meer Murder she wrote. |
| Master Blaster   | Rotterdamse band o.l.v. saxofonist Ramon Lappie Laparra (voormalig lid van Caribbean Combo en The Exmo Stars). Trad aanvankelijk op in legerpakken en parodieerde o.a. Annie Hou Jij Me Tassie Effe Vast, Bassie en Adriaan, Wie van de Drie en Joke Stop Met Koken. Naast kaseko werd ook er ook soul, son montuno en reggae gespeeld. Afsplitsing A Swiet So parodieerde het Dallas-thema.                                      |
| NAKS Kaseko Loco | Een kasekogroep die binnen de sociaal-culturele organisatie NAKS werd opgericht |
| Conjunto Latinos | bekend geworden met kasekonummers, maar net als de Happy Boys schatplichtig aan de latin. Mathilda, van de titelloze maxi-single uit 1979, is een son montuno in de stijl van Sonora Matancera. Leendert Mighty Linka Reigman, de latere zanger van Master Blaster, bracht in 1984 een solo-single uit met een nieuwe opname van Kapalasie.                                                                                       |
| Kaseko Masters   | bracht o.l.v. saxofonist Mighty Philips (1940-2016) nummers uit als Fisi Man Boto, Loekoe Fa Joe Moi (son montuno; met Frans Abori, gitaarsolo van Kenneth Vers) en Wijsvinger. |
| Ex Masters       | Zijproject van Kaseko Masters-zanger Imro Lioe A Njie; bracht begin jaren 80 singles uit als Adjoema, en bewerkte Mac & Katie Kissoon's Dream Of Me When You're Lonely en het winnende Songfestivallied Eres tú tot sranan ballads. |
| Master Sound     | o.l.v. gitarist Kenneth Vers, werd in 1980 gevormd rondom muzikanten die voorheen deel uitmaakten van o.a de Kaseko Masters en Master Blaster. Bekendste nummers waren Mi d'a Jajo, (Mighty Linka) en Peprebon (Roy Perotie). |
| Oema Soso        | vrouwelijke kasekoformatie o.l.v. Lilian Mijnals. |
| Sabakoe          | Traditionele kaseko. |
| La Rouge         | Kaseko en Kawina (kaskawi); de band werd in 1992 opgericht en scoorde in 2005 een hit met Als je weet wat je doet. |
| Yakki Famirie    | kaseko met Caribische (salsa-)invloeden. |